# Saint-Paul-Mont-Penit
Saint-Paul-Mont-Penit – miejscowość i gmina we Francji, w regionie Kraj Loary, w departamencie Wandea.
Według danych na rok 1990 gminę zamieszkiwały 504 osoby, a gęstość zaludnienia wynosiła 30 osób/km² (wśród 1504 gmin Kraju Loary Saint-Paul-Mont-Penit plasuje się na 840. miejscu pod względem liczby ludności, natomiast pod względem powierzchni na miejscu 698.).